# Земні гілки
Земні гілки (地支dìzhī) — циклічні знаки дванадцяткового циклу, які використовуються у Китаї та інших країнах Південно-Східної Азії для літочислення, а також як поняттєві елементи в сімействі наук класичної китайської метафізики.
Розташовані в наступній послідовності:子,丑,寅,卯,辰,巳,午,未,申,酉,戌,亥
Таблиця транскрипції та відповідностей циклічних знаків іншим категоріям китайської філософії
| №  | знак | піньїнь | транскрипція | символічні тварини | п'ять стихій |
| -- | ---- | ------- | ------------ | ------------------ | ------------ |
| 1  | 子   | zǐ      | цзи          | 鼠Миша             | 水Вода       |
| 2  | 丑   | chǒu    | Чоу          | 牛Корова           | 土Земля      |
| 3  | 寅   | yín     | їнь          | 虎Тигр             | 木Дерево     |
| 4  | 卯   | mǎo     | Мао          | 兔Заєць            | 木Дерево     |
| 5  | 辰   | chén    | Чень         | 龍Дракон           | 土Земля      |
| 6  | 巳   | sì      | си           | 蛇Змія             | 火Вогонь     |
| 7  | 午   | wǔ      | У            | 馬Кінь             | 火Вогонь     |
| 8  | 未   | wèi     | Вей          | 羊Вівця            | 土Земля      |
| 9  | 申   | shēn    | Шень         | 猴Мавпа            | 金Метал      |
| 10 | 酉   | yǒu     | Ю            | 鷄Півень           | 金Метал      |
| 11 | 戌   | xū      | Сюй          | 狗Собака           | 土Земля      |
| 12 | 亥   | hài     | хай          | 猪Свиня            | 水Вода       |